# Fort de Brescou

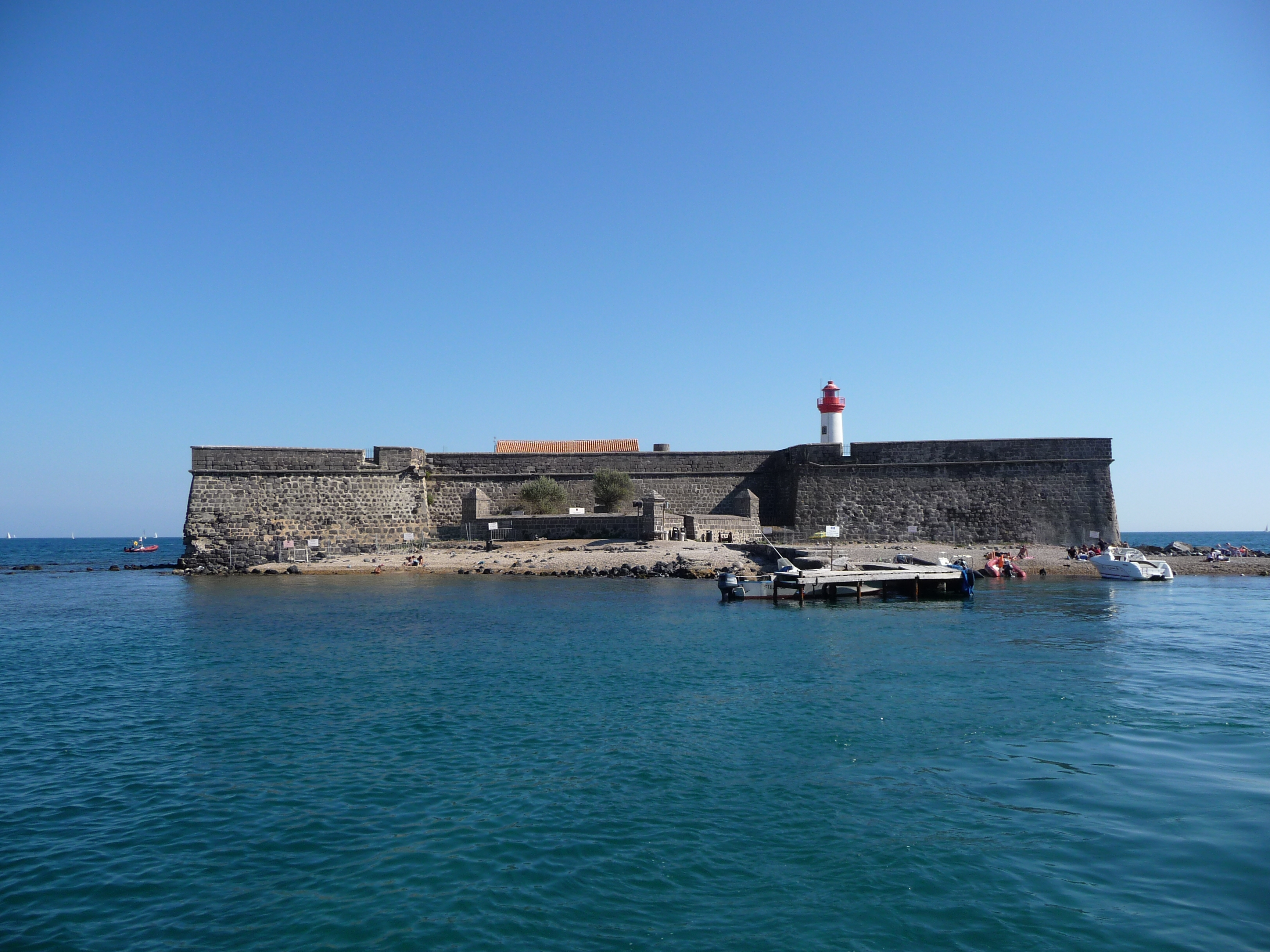
Kehlseite des Fort de Brescou

Das Fort de Brescou befindet sich auf der Île de Brescou, die auf dem Gebiet der französischen Gemeinde Agde im Département Hérault liegt, eine halbe nautische Meile von der Zufahrt zum „Port Richelieu“ (Richelieu-Hafen) am Cap d’Agde und etwas weniger als drei nautische Meilen von der Mündung des Hérault entfernt. Es ist die einzige Insel in der Region Languedoc-Roussillon.
Von vulkanischem Ursprung, bedeckt sie eine Fläche von 0,5 Hektar.
Die Insel trägt ein aufgegebenes Fort, in welchem sich ein altes Leuchtfeuer befindet (das heute besichtigt werden kann) sowie ein moderner Leuchtturm. Bis 1889 war die Insel militärisches Gebiet, das nach der Demobilisierung des Forts unter die Obhut der „Ponts et Chaussées“ (Brücken- und Straßenverwaltung) gegeben wurde. Es gehört heute der Stadt Agde.

## Ursprünge
Ein erstes Fort wurde im Jahre 1586 durch den Vicomte Guillaume de Joyeuse errichtet, um zu verhindern, dass sich hier ein Dreh- und Angelpunkt der spanischen Unterstützung für die Protestanten bildete.
Es wurde in den Jahren 1604/1605 und dann noch einmal 1610 verstärkt. Die Original Baupläne sind unbekannt, es war jedoch weniger umfangreich.
In einer der Revolten gegen Richelieu, wurde einer der Beteiligten, der der Herzog Henri II. de Montmorency durch den Capitaine-lieutenant der Kardinalsgarden zwar gefangen genommen, die Festung blieb jedoch weiterhin durch die Leute des Herzogs besetzt. Am 1. September 1632 erging ein königlicher Befehl (lettres patentes), in dem die totale Zerstörung des Forts angeordnet wurde. Allerdings gingen die Arbeiten nur sehr zögerlich voran und wurden 1634 gänzlich eingestellt, insbesondere nachdem man mit dem Ausbau des Hafens und dem Anlegen einer Mole zwischen dem Kap und den Felsen im Westen begonnen hatte.
Das Fort zeigt sich in seiner Anordnung als typischer Vertreter des letzten Viertels des 17. Jahrhunderts und ist nach dem Muster Vaubans oder zumindest seiner Ingenieure (resp. Schüler) errichtet worden. Zu späteren Zeitpunkten wurden jedoch noch viele Verbesserungen vorgenommen.

## Bauwerk
Wie mit dem Felsen verwachsen liegt das Fort mit seinen vier Bastionen auf der Insel. Diese sind in unregelmäßigen Abständen angeordnet und werden, beginnend links vom Eingang, „Bastion Royal“, „Bastion Sainte-Anne“, „Bastion Saint-Antoine“ und „Bastion Saint-André“ genannt. Die Kurtine zwischen den beiden hinteren Bastionen steht an der Stelle eines großen, runden Turms, der womöglich Teil einer früheren Befestigung war. Der Eingang selbst ist durch eine Lünette geschützt, die nur über einen kurzen Steg betreten werden kann. Vor der Bastion Saint-André zieht sich ein kleiner Sandstrand hin, über den der Zugang zum Fort führt.
Bei allen Gebäuden des Forts sind heute die Mauern teilweise abgebrochen, die einzige Ausnahme ist das zeitweilige Haus des Leuchtturmwärters und die überdachte Zisterne. Der Rundweg, der um die Bollwerke führt, diente als Promenade für diejenigen Gefangenen, denen hier das Spazierengehen erlaubt war. Auf dem Zugangsstrand und unter der Bastion de Saint-André finden sich Spuren einer ehemaligen Mole, über deren Verwendung nichts weiter bekannt ist (evtl. ein Schutzdamm?).

Plan 1790

In der Zeit, als das Fort noch aktiv war, nutzte es die zuständige Militärverwaltung (l’organisation générale du fort) für zweierlei Zwecke. Zum einen diente es als Garnison, zum anderen wurden hier Gefangene untergebracht.
Nach dem Eintritt in das Fort und nach dem Verlassen des Torgewölbes fand man die folgende Gebäudeanordnung:
1. im Hof, mit Front zum Eingang, das Haus des Festungsgouverneurs, zuletzt das Haus des ehemaligen Leuchtturmwärters. (Gebäude E)  links anschließend lag das ehemalige Arsenal. Hinter dem Gouverneurshaus befand sich der ehemalige Leuchtfeuertum von dem aber nur das Fundament stehen blieb auf dem dann der alte Leuchtturm errichtet wurde.
2. links vom Eingang in den Kasematten die Unterkunft des wachhabenden Offiziers, weiter in der Ecke die Bäckerei, die Vorratsräume, die Kantine und die Kapelle mit einem kleinen Friedhof. (Gebäude D)  Hinter der Kapelle, auf der Bastion Sainte-Anne gab es einen großen Turm (abgebrochen), in dem die Kerker untergebracht waren.
3. nach rechts vom Eingang befand sich in den Kasematten das Wachlokal, dahinter in der Ecke das Gebäude zur Unterbringung der Gefangenen (Gebäude A). Das langgestreckte Gebäude dahinter war die Kaserne (Gebäude B). Hinter dieser Kaserne, der große runde Turm (Tour Sainte-Anne), der im ersten Bauabschnitt des Forts errichtet wurde, diente dann zur Aufnahme des modernen Leuchtturms.

### Militärische Nutzung
Zum Ende des 17. Jahrhunderts wurde das Fort reaktiviert, um den Zugang zu dem östlich des Kaps neu angelegten Hafen zu schützen.
Dieser Hafen, wie von Richelieu vorhergesehen, spielte letztendlich jedoch keine große Rolle, sodass das militärische Interesse an dem Fort wieder erlosch, Insbesondere da es bei der Landung der Engländer zwischen Sète und Agde im Juli 1710 nicht involviert war, auch nicht bei weiteren Aktionen der Royal Navy während der Kriege Ludwigs XIV. und der Französischen Revolution.
Dennoch wurde das Fort von einer ständigen Garnison besetzt, um Überraschungsangriffe auf die Insel zu verhindern. Die Leitung oblag einem Gouverneur, einem Leutnant des Königs (Lieutenant du roi) als Festungskommandanten (als Major bezeichnet) und einem Stab (État-major). Dieser Schutz bezog sich auch auf die Gemeinde von Agde.
Die wesentliche Aufgabe des Forts lag jedoch darin, die vor der Küste kreuzenden englischen Schiffe zu überwachen und so die Bewegungsfreiheit der Fischerei in der Region aufrechtzuerhalten. Von Mai bis September war auf dem Fort ein Signalposten eingerichtet, der durch ein Leuchtfeuer den ankommenden Schiffen den Weg wies. Gleichzeitig befanden sich solche Posten an der Mündung des Hérault auf dem Mont Saint-Loup und am Cap d'Agde. Jeder dieser Posten bestand aus einem Signalmatrosen und zwei Soldaten.
In Friedenszeiten war die Garnison reduziert und bestand lediglich aus einer Kompanie Invaliden, die zumeist auch nicht vollständig war. Im Durchschnitt lagen hier etwa vierzig Männer, die, sowohl Soldaten als auch Offiziere, von diesem Posten wenig begeistert waren. Desertionen waren an der Tagesordnung.
In Kriegszeiten wurde die Besatzung verstärkt oder komplettiert durch Milizkompanien aus anderen Städten des Königreichs (Saumur, Bourg-en-Bresse etc.).

## Das Fort als Staatsgefängnis
Ab einem unbekannten Zeitpunkt diente das Fort auch als Staatsgefängnis. Die Insel hatte den Vorteil, nicht zu weit von der Küste entfernt zu liegen, die Möglichkeiten zur Flucht dennoch zu reduzieren.
Zwei Jahre nach der Aufhebung des Edikt von Nantes, im Jahre 1687, schickte der Intendant des Languedoc, Nicolas de Lamoignon von Basville, 22 Cévenols während drei Wochen auf die Fahrt nach Italien, wo sie in der Nähe von Genua an Land gingen, um von dort in die Schweiz zu gelangen.
Die Gründe für den Gewahrsam auf Brescou lagen im Begriff Staatsgefangener oder auch nur im Wunsch einflussreicher Familien als inopportun beschuldigte Familienangehörige loszuwerden. Die Staatsgefangenen, die nur wegen leichterer Vergehen eingesperrt wurden, mussten zwischen 11 und 16 Jahren hier verbringen, während die Kriminellen dann schon für 30 bis 50 Jahre einsitzen mussten. Letzteres waren meist Betrüger, Diebe, Gewalttäter und solche der „Unzucht“ Angeklagte, wobei letzteres sehr viel strenger ausgelegt wurde als es heute der Fall ist. Die Gefangenen, die man wegen Spiel, Trinken, Duelle, vor allem Frauen, und Schulden hierhergebracht hatte, nahmen das alles nicht recht ernst, es waren fröhliche Männer, leidenschaftlich, turbulent und recht ungläubig. Ihrer Natur gemäß setzten sie auf Brescou, so weit als möglich, ihr früheres Leben fort. Sie blieben auch nicht so lange auf der Insel wie die anderen.
Das Leben im Fort war hart, nicht nur für die Gefangenen, sondern auch für die Besatzung. Für die ersteren vor allem wegen der Überbelegung und der mangelnden Hygiene. Es war jedoch noch auszuhalten, insbesondere man sich tagsüber frei bewegen konnte und erst am Abend eingeschlossen wurde. Dies galt jedoch nicht für diejenigen, die auf direkten Befehl des Königs oder als Folge eines Fluchtversuchs oder anderer kleiner Vergehen in das Verlies im Keller des Turms gesperrt wurden.
Ausgenommen von der normalen Versorgung waren die Staatsgefangenen, die vom „Brot des Königs“ (au pain du Roi) ernährt wurden. Sie erhielten eine Pension ausbezahlt, von der sie die Nahrung, das Heizmaterial im Winter und alles Lebensnotwendige bezahlen mussten. Die Höhe der Rente richtete sich nach dem Verhalten des Gefangenen und nach dem finanziellen Status der Eltern oder der Verwandtschaft. Selten erhielt der Gouverneur jedoch die vollständige Bezahlung, was dazu führte, dass er sie nicht entließ, bevor er sein Geld bekommen hatte. Dies gab Eltern die Möglichkeit ihren ungeliebten Sprössling in der Haft zu belassen, auch wenn der König bereits die Freilassung verfügt hatte.
Zusätzlich zu der Garnison, beherbergte die Festung auch ein Kaplan, sowie einen Kantinier und seine Frau, die dort mit ihren Kindern lebten. Die Arbeit war schwierig, weil zwei verschiedenen Menues gekocht werden mussten – eins für die Soldaten und die ärmsten Gefangenen, und ein zweites für die Offiziere und die bessergestellten Inhaftierten.
Für die meisten Gefangenen war das Hauptanliegen die Flucht. Das Fort ist 1500 Meter von der Küste entfernt, die einzige Möglichkeit zur Flucht war zu schwimmen oder ein Boot zu benutzen. In beiden Fällen waren Komplizen unter den Mitinsassen notwendig. Für die Verwendung eines Bootes war es unabdinglich im Vorfeld mit den einheimischen Fischern etwas zu vereinbaren. Die Gesamtzahl der Fluchtversuche ist nicht bekannt, aber zwischen 1757 und 1773 wissen wir von insgesamt 25.
Das Fort entließ seine Gefangenen mit der Revolution, allerdings wurde der letzte erst 1851 oder 1854 auf freien Fuß gesetzt.

## Die Leuchttürme
Die Insel verfügte über zwei unterschiedliche Leuchttürme, ein älterer und der als Ersatz gebaute aktuelle Turm.
Der erste, welcher zum Ende des 16. Jahrhunderts errichtet worden war, bestand lediglich aus einem einfachen Turm aus schwarzen Steinen an dessen Spitze sich eine Laterne befand, in der ein Feuer unterhalten wurde, um das notwendige Licht zu erzeugen. Der ist noch vorhanden und befinden sich auf der Bastion Saint-Antoine.
Der zweite wurde im Jahre 1836 auf den Resten des großen Turms im Westen der Insel gebaut. Er hatte nur eine Höhe von 9 m, weswegen er im Jahre 1901 auf 11,20 m erhöht wurde. Heute ist er insgesamt 12 m hoch, rot und weiß gestrichen und ragt mit der Spitze 22 m über die Meereshöhe. Das Licht hat eine maximale Reichweite von 13 Seemeilen.
Als der Leuchtturm noch einen Wärter benötigte, wurde dies zunächst von Soldaten erledigt, die nach der Stilllegung des Forts von Zivilisten abgelöst wurden. Diese lebten im ehemaligen Gouverneursgebäude. Nach der Automatisierung 1989 wurde der Leuchtturmwächter abgezogen.

## Aktuelle Situation

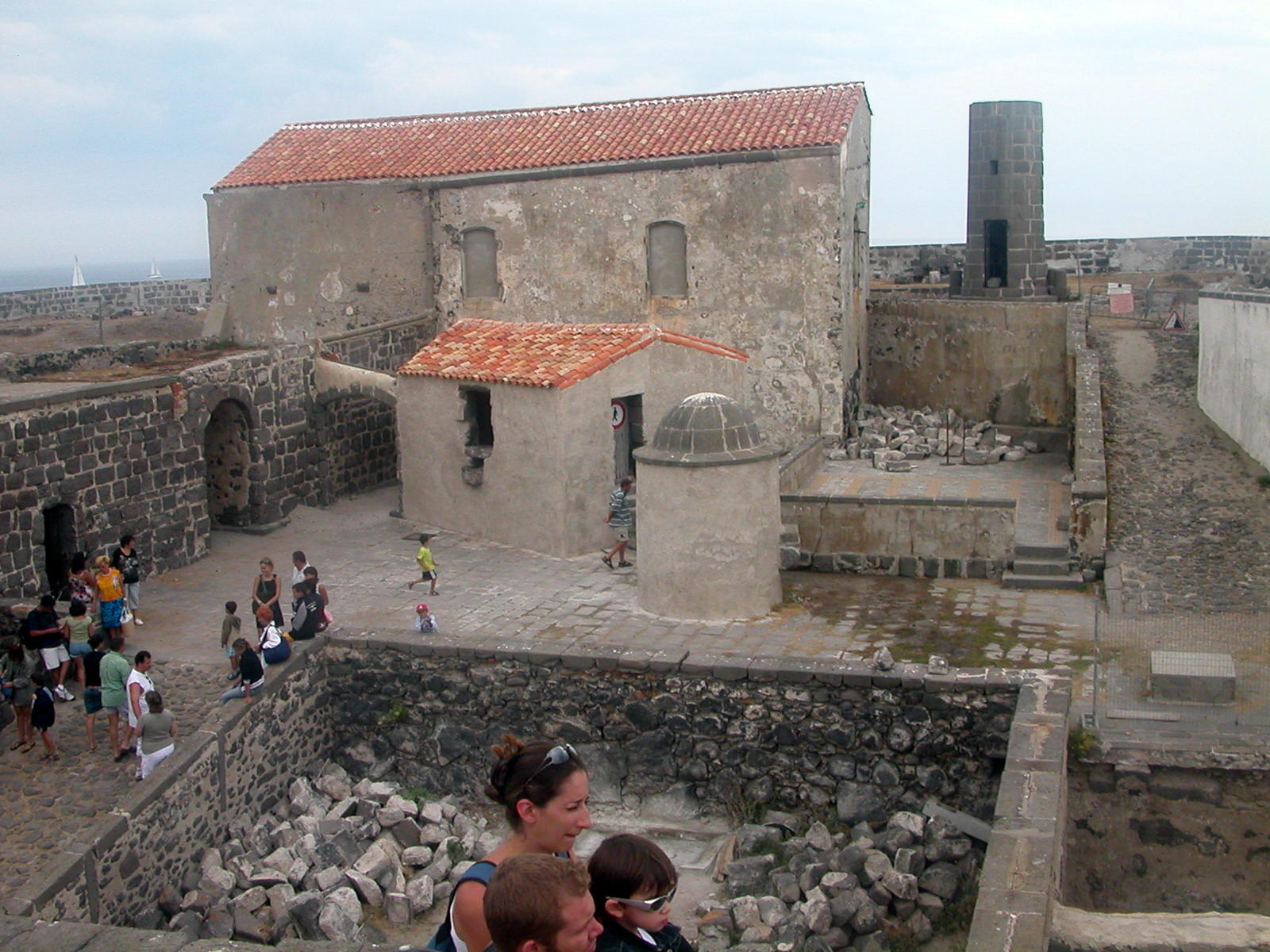
Innenhof. Im Hintergrund das Gouverneurshaus - an der linken Seite ist der vorherige Anschluss an das (abgebrochene) Arsenal deutlich sichtbar. Im Hintergrund der Turm des ersten Leuchtfeuers

Im Jahre 1998 wurden zur Beseitigung von Sturmschäden umfangreiche Sanierungsarbeiten unternommen. Ein Teil der Mauer drohte damals ins Meer zu stürzen. Heute ist die Insel ein bevorzugter Ort für Taucher und Unterwasser-Fischer, bis vor ein paar Jahren war das Meer hier noch voller Loup-de-mer, Goldbrassen und Meeraale. Im 18. Jahrhundert war es berühmt für seine Langusten.
Vor ein paar Jahren haben Taucher zwischen der Insel und der Küste das Wrack der Brescou 2 gefunden.
Funkamateure organisieren oft Expeditionen auf die Insel, um von dort aus Funkbetrieb abzuwickeln.
Führungen finden normalerweise täglich von 15. Juni bis Anfang September statt; im August gibt es ein Feuerwerk von den Wällen der Festung.
Ab 2010 war die Festung für die Öffentlichkeit und Führungen zeitweilig wegen Baufälligkeit geschlossen. Inzwischen ist die Anlage wieder geöffnet.